# Andrzej Zawieja
Andrzej Zawieja (ps. „Andy”, ur. 5 lipca 1940 w Kaliszu) – polski żeglarz, olimpijczyk, trener.

## Życiorys
Pierwsze doświadczenia żeglarskie zdobywał w wieku 19 lat (od 1959). Jachting regatowy uprawiał w sekcji żeglarskiej AZS, najpierw w klasie FD, a potem Finn. W 1968 reprezentował Polskę na Igrzyskach Olimpijskich w Meksyku (12. miejsce na 36. zawodników). W 1975 zajął trzecie miejsce na regatach Tygodnia Kilońskiego. Był czterokrotnym mistrzem Polski w klasie Finn. W 1977 zrezygnował z kariery zawodniczej. Od 1977 do 1986 był trenerem klasy Finn w Polskim Związku Żeglarskim. Pod jego nadzorem swoje największe sukcesy odnosili m.in. Henryk Blaszka, Mirosław Rychcik, Ryszard Skarbiński i Jacek Sobkowiak. W latach późniejszych trenował z sukcesami zawodników Hiszpanii (przed IO w 1992), USA (przed IO w 1996) i Niemiec.
Od 2005 współpracuje, jako trener, z załogą klasy Star Mateusz Kusznierewicz – Dominik Życki.

## Najważniejsze wyniki
- 1968 – Igrzyska Olimpijskie w Meksyku (konkurencje żeglarskie w Acapulco) klasa Finn – 12. miejsce/36 zawodników,
- Mistrzostwa Europy klasy Finn – 7. miejsce, Mistrzostwa Świata klasy Finn – 8. miejsce.
- 1969 – Mistrzostwa Europy klasy Finn – 6. miejsce.
- 1975 – regaty Kieler Woche – 3. miejsce w klasie Finn.
- Czterokrotny Mistrz Polski w klasie Finn.